# Politiske partier i Ungarn
Dette er en liste over politiske partier i Ungarn.
Ungarn har et flerpartisystem.
| Navn                                       | Navn på Dansk                          | Partiformand                        | Politiske position          | Ideologi                                      | Ungarns parlament | Europa-Parlamentet |
| ------------------------------------------ | -------------------------------------- | ----------------------------------- | --------------------------- | --------------------------------------------- | ----------------- | ------------------ |
| Fidesz – Magyar Polgári Szövetség          | Fidesz - Ungarsk Borger Alliance       | Viktor Orbán                        | Højrefløj                   | Nationalkonservatisme, Højrepopulisme         | 117 / 199         | 12 / 21            |
| Jobbik Magyarországért Mozgalom            | Bevægelsen for et Bedre Ungarn         | Péter Jakab                         | Centrum-højre til højrefløj | Konservatisme, Nationalisme                   | 17 / 199          | 1 / 21             |
| Kereszténydemokrata Néppárt                | Kristendemokratiske Folkeparti         | Zsolt Semjén                        | Højrefløj                   | Religiøs konservatisme, Nationalkonservatisme | 16 / 199          | 1 / 21             |
| Magyar Szocialista Párt                    | Ungarske Socialistparti                | Bertalan Tóth & Ágnes Kunhalmi      | Centrum-venstre             | Socialdemokratisme                            | 15 / 199          | 1 / 21             |
| Demokratikus Koalíció                      | Demokratiske Koalition                 | Ferenc Gyurcsány                    | Centrum til Centrum-venstre | Socialliberalisme, Europæisk føderalisme      | 9 / 199           | 4 / 21             |
| Magyarország Zöld Pártja                   | Ungarns Grønne Parti                   | Máté Kanász-Nagy & Erzsébet Schmuck | Centrum-venstre             | Grøn ideologi                                 | 6 / 199           | 0 / 21             |
| Párbeszéd Magyarországért                  | Dialog for Ungarn                      | László Toroczkai                    | Centrum-venstre             | Socialdemokratisme, Feminisme, Grøn ideologi  | 5 / 199           | 0 / 21             |
| Mi Hazánk Mozgalom                         | Vores Hjemland Bevægelsen              | László Toroczkai                    | Højrefløj                   | Nationalkonservatisme, Irredentisme           | 2 / 199           | 0 / 21             |
| Polgári Válasz                             | Borgerlige Svar                        | János Bencsik                       | Centrum-højre til højrefløj | Konservatisme                                 | 2 / 199           | 0 / 21             |
| Igen Szolidaritás Magyarországért Mozgalom | Ja Solidaritet for Ungarn Bevægelsen   | Andrea Huszti                       | Venstrefløj                 | Demokratisk socialisme Økosocialisme          | 1 / 199           | 0 / 21             |
| Magyar Liberális Párt                      | Ungarske Liberale Parti                | Anett Bősz                          | Centrum                     | Liberalisme                                   | 1 / 199           | 0 / 21             |
| Új Kezdet                                  | Ny Start                               | Krisztina Hohn                      | Centrum-højre               | Tredje vej, Liberalkonservatisme              | 1 / 199           | 0 / 21             |
| Landesselbstverwaltung der Ungarndeutschen | Nationale Selvstyre for Ungarnstyskere | Ibolya Hock-Englender               | Centrum-højre               | Tyske-minoritets interesser                   | 1 / 199           | 0 / 21             |
| Momentum Mozgalom                          | Momentum Bevægelsen                    | András Fekete-Győr                  | Centrum                     | Centrisme, Liberalisme                        | 0 / 199           | 2 / 21             |

 Der er for få eller ingen kildehenvisninger i denne artikel, hvilket er et problem. Du kan hjælpe ved at angive troværdige kilder til de påstande, som fremføres i artiklen.